# 新田野駅
新田野駅（にったのえき）は、千葉県いすみ市新田野にある、いすみ鉄道いすみ線の駅である。

## 歴史
株式会社サンテックが命名権を取得しており、サンテックを冠した愛称としている。

### 年表
- 1960年（昭和35年）6月20日：国鉄木原線の駅として開設[1]。
- 1987年（昭和62年）4月1日：国鉄分割民営化に伴い、JR東日本の駅となる[1]。
- 1988年（昭和63年）3月24日：木原線第三セクター鉄道転換に伴い、いすみ鉄道いすみ線の駅となる[1][5]。

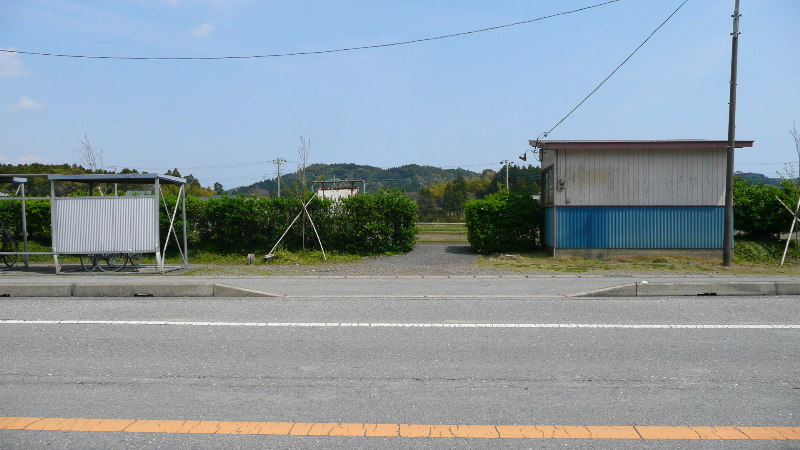
待合所塗装前の駅出入口（2007年4月）
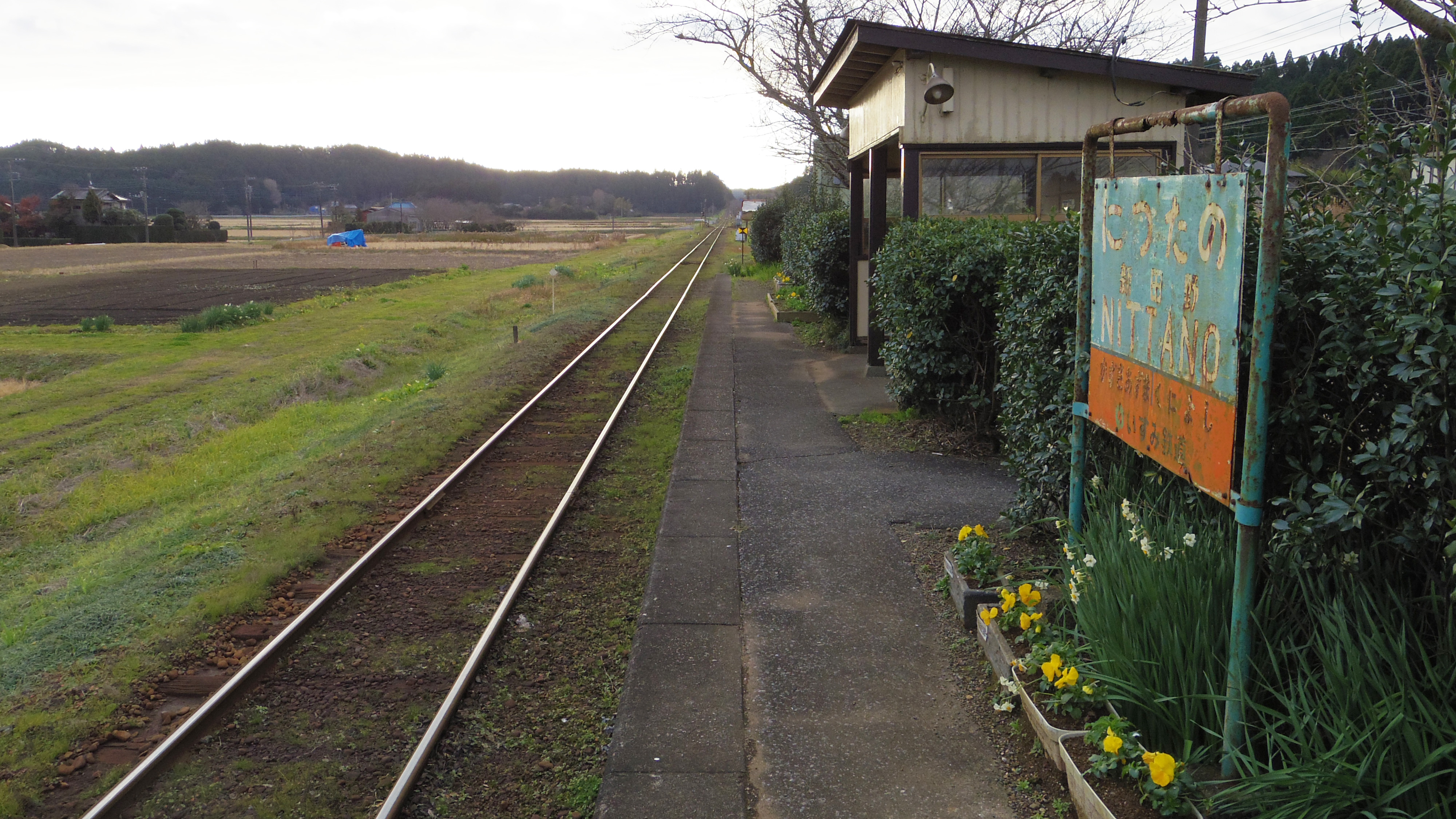
駅名標更新前の駅ホーム（2015年12月）

## 駅構造
単式ホーム1面1線を有する地上駅である。無人駅。バリアフリーとは銘打っていないが、公道から階段無くホームへ到達出来る。

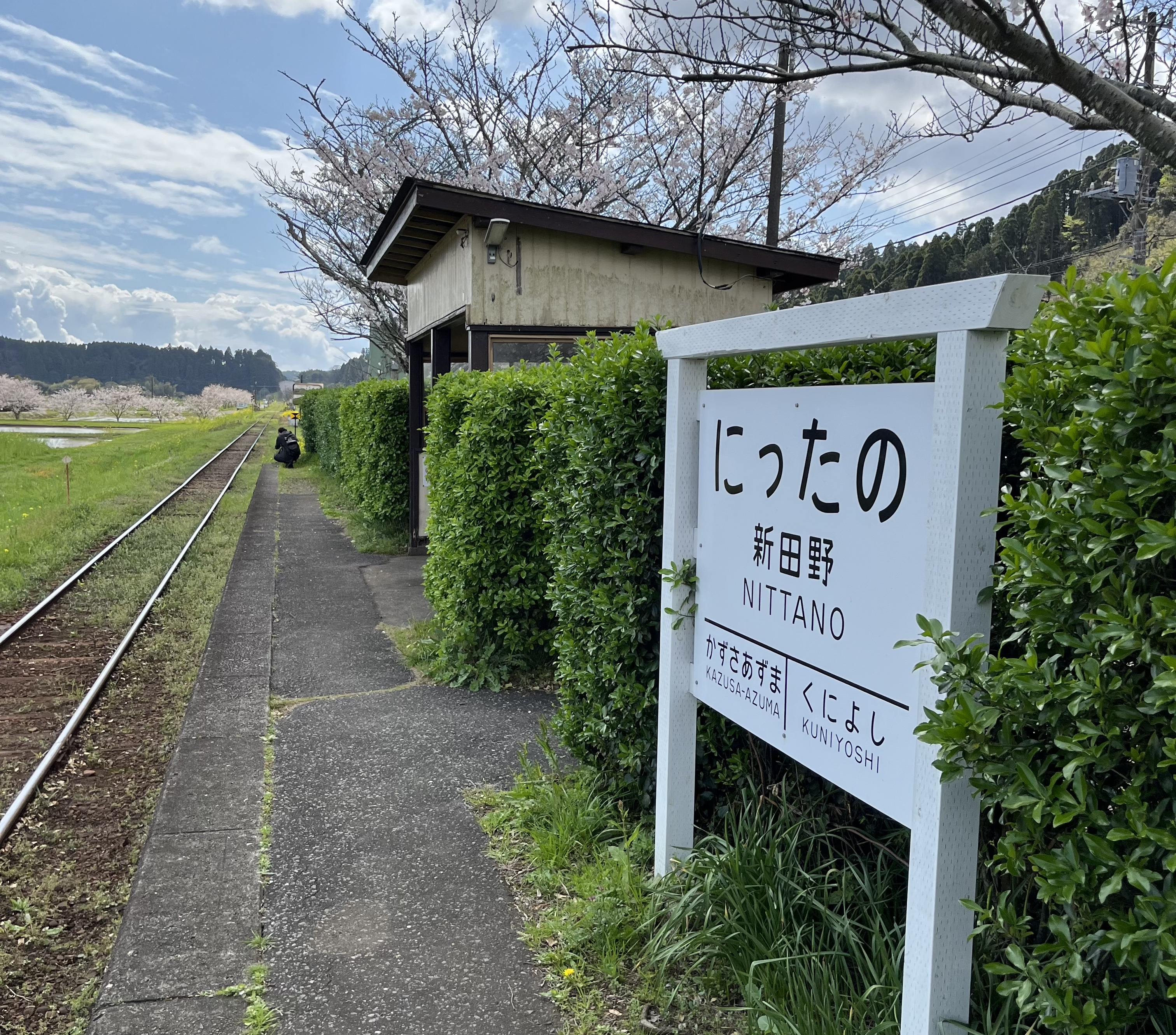
駅ホーム（2023年3月）

## 利用状況
2019年度の1日平均乗車人員は14人である。
近年の一日平均乗車人員推移は以下の通り。
|        | 乗車人員 | 乗車人員 | 乗車人員 |
| 年度   | 一日平均 | 定期外   | 定期     |
| ------ | -------- | -------- | -------- |
| 2007年 | 16       |          |          |
| 2008年 | 13       |          |          |
| 2009年 | 13       |          |          |
| 2010年 | 14       |          |          |
| 2011年 | 14       |          |          |
| 2012年 | 14       |          |          |
| 2013年 | 13       |          |          |
| 2014年 | 9        |          |          |
| 2015年 | 14       |          |          |
| 2016年 | 15       |          |          |
| 2017年 | 17       |          |          |
| 2018年 | 17       |          |          |
| 2019年 | 14       | 3        | 11       |

## 駅周辺
南側（駅出入口側）には標高100メートル前後の小山があり、駅前に国道465号が通る。北側には落合川を中心に田園地帯が広がり、住宅が点在する。
- いすみ市嘉谷公民館
- いすみ市山田四区区民センター
- 大宝寺
- 宝台山本泉寺
- 成就院
- 福台山東漸寺（いぼとり不動）
- 八幡神社（山田3530）
- 八幡神社（山田2637）
- 天御中主神社
- 新田野ファーム
- いすみ泉の森ネイチャーフィールド
- 源氏ほたるの里
- 音羽の森公園

## バス路線
| のりば   | のりば | 系統                 | 主要経由地                                     | 行先           | 運行会社       | 備考 |
| -------- | ------ | -------------------- | ---------------------------------------------- | -------------- | -------------- | ---- |
| 新田野駅 |        | 市内循環線（内回り） | 長志上・下布施・大原駅                         | 市役所大原庁舎 | いすみ市民バス |      |
| 新田野駅 |        | 市内循環線（外回り） | いすみ医療センター・国吉駅入口・太東駅・大原駅 | 市役所大原庁舎 | いすみ市民バス |      |

## 隣の駅
いすみ鉄道
■いすみ線
上総東駅 - 新田野駅 - 国吉駅